# 超重核
超重核是指一些擁有很多質子和中子的假想原子核。超重核隨著原子核質量的增加，庫侖力不斷增大，對於α衰變和自發裂變的不穩定性也增加，因而原子核壽命越來越短，直至不能鑑定的程度。但是在1965年原子核理論預言，當一個原子核的質子數和中子數為Z=114、NB=184時，原子核會特別的穩定，預估這種原子核的壽命為1019年。因此代表超重核是存在的。目前核物理學家利用重離子加速器，通過重離子核反應合成超重核，但到目前為止，都還沒成功。